# Liantang, Shanghai
Liantang (kinesiska: 练塘镇) är en köping i Kina. Den ligger i Qingpu i storstadsområdet Shanghai, i den östra delen av landet, omkring 46 kilometer sydväst om den centrala stadskärnan. Antalet invånare är 68 485. Befolkningen består av 33 598 kvinnor och 34 887 män. Barn under 15 år utgör 8,0 %, vuxna 15-64 år 78 %, och äldre över 65 år 12,0 %.